# Petrus-Emmauskerk
De Petrus-Emmauskerk, voorheen de Sint-Petrus'-Bandenkerk is een rooms-katholieke kerk in de Nederlandse plaats Heesch. De kerk was gewijd aan de katholieke feestdag Sint-Petrus' Banden. 
De eerste Sint-Petrus'-Bandenkerk in Heesch stamt uit de 15e eeuw. Deze kerk, met een toren in Romaanse bouwstijl, is afgebroken in 1868 en vervangen door een nieuwe, gelijknamige kerk op een andere plek in Heesch. In de tijd na de Tachtigjarige oorlog waren de katholieken aangewezen op de kerken in het vrije Land van Ravenstein. Vanaf 1672 was er wel een schuurkerk bij Heesch, maar het duurde tot de Franse tijd tot de kerk weer toe kwam aan de katholieken en nog tot 1811 dat de kerk weer in gebruik werd genomen. De nieuwe kerk uit 1868 was ontworpen door Carl Weber in neogotische stijl, waarvoor in 1865 de eerste steen werd gelegd. Later werd bij de kerk een Heilig Hartbeeld geplaatst. Ook kreeg de kerk in 1932 door een parochiaan een zestal klokken cadeau.
De klokken werden echter tijdens de Tweede Wereldoorlog door de Duitsers gestolen. Bij de bevrijding van Heesch in 1944 raakte het kerkgebouw flink beschadigd, waarop na de oorlog werd begonnen met herstelwerkzaamheden. Een van de laatste herstellingen was aan een orgel. Bij werkzaamheden hieraan in 1961 ging het mis waarop de kerktoren en het dak van de kerk in vlammen op ging. Herstel was mogelijk, maar er werd besloten om een nieuwe kerk te bouwen en de neogotische kerk af te breken. De restanten van de kerk werden opgeblazen.  
De nieuwe kerk met pastorie, naar ontwerp van architect Cees Geenen, werd in 1968 ingewijd. De kerk heeft een karakteristieke vrijstaande klokkentoren en bevatte oorspronkelijk naast de entree een groot mozaïekraam van kunstenaar Gerrit de Morée. Bij een interne verbouwing werd dit raam naar binnen verplaatst en werd een grote wanddecoratie - eveneens van Gerrit de Morée - aan het zicht onttrokken. Na het samengaan met de parochie van de Emmauskerk in 1995 is de naam van de kerk hernoemd naar Petrus Emmauskerk. De kerk maakt nu onderdeel uit van de parochie De Goede Herder. 
Naast de kerk ligt een grote begraafplaats, die sinds 1997 beheerd wordt door een zelfstandige stichting, de Stichting R.K. Begraafplaats Heesch. 

## Galerij

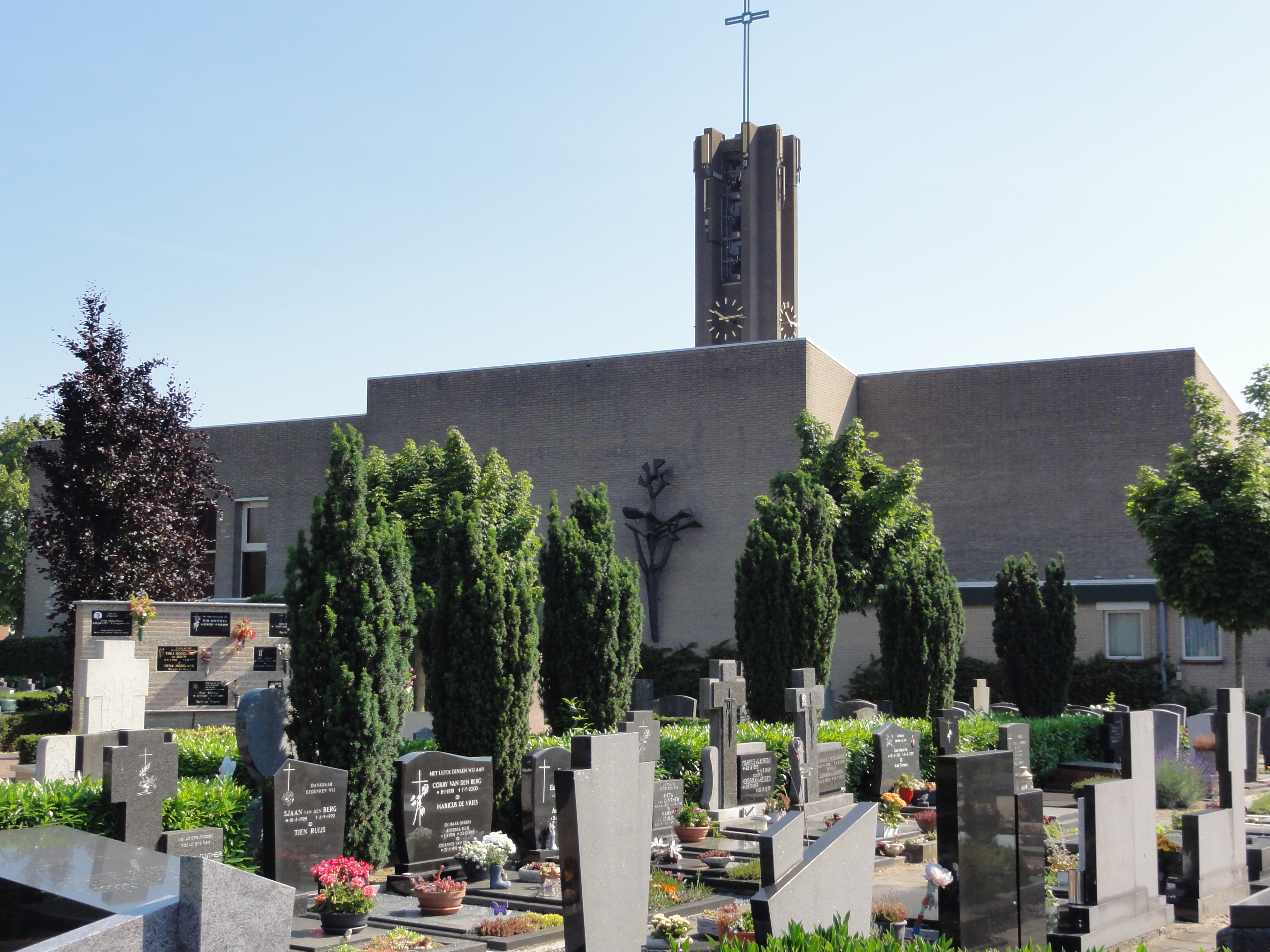
Achterzijde kerk
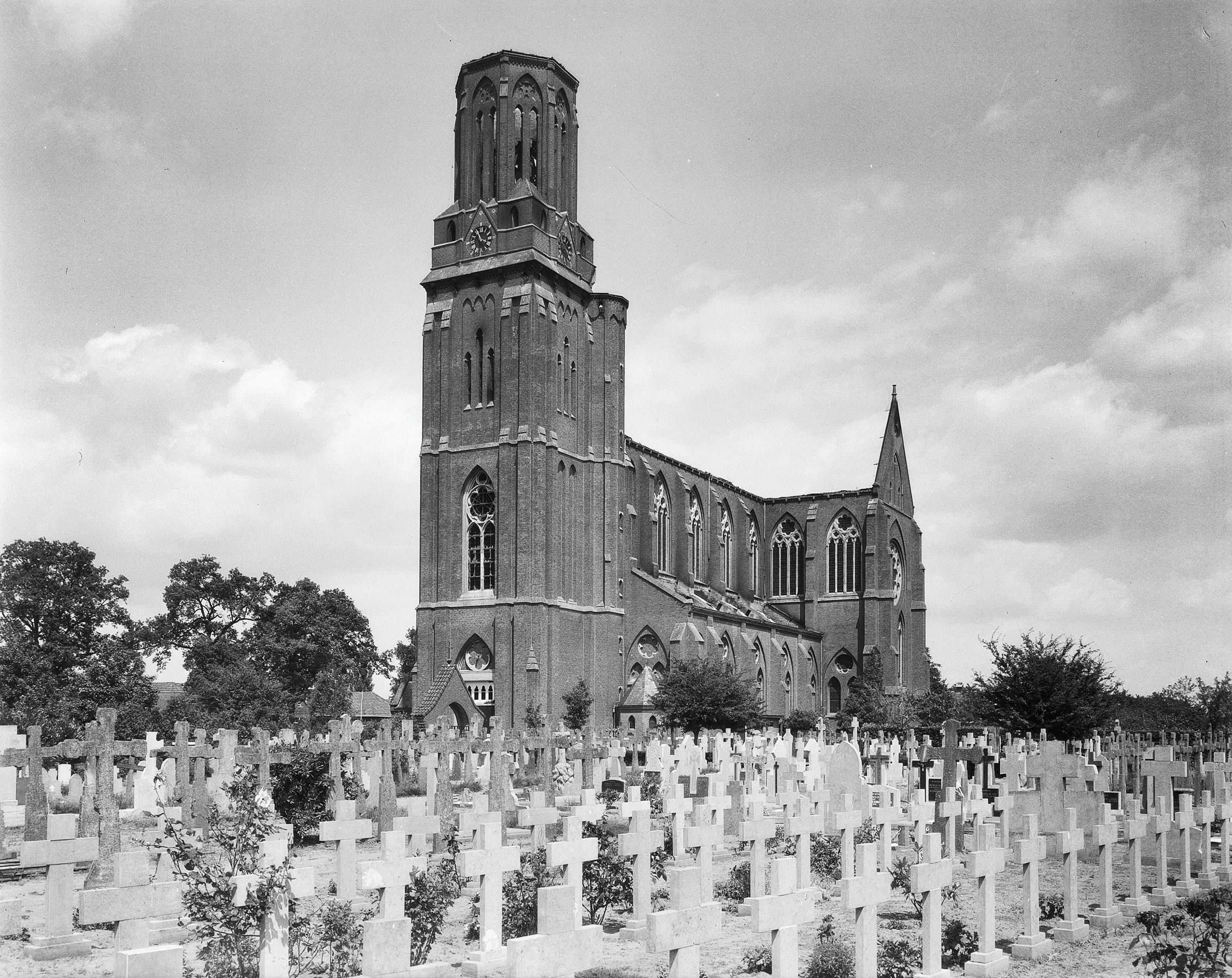
Restanten van de uitgebrande kerk in 1961
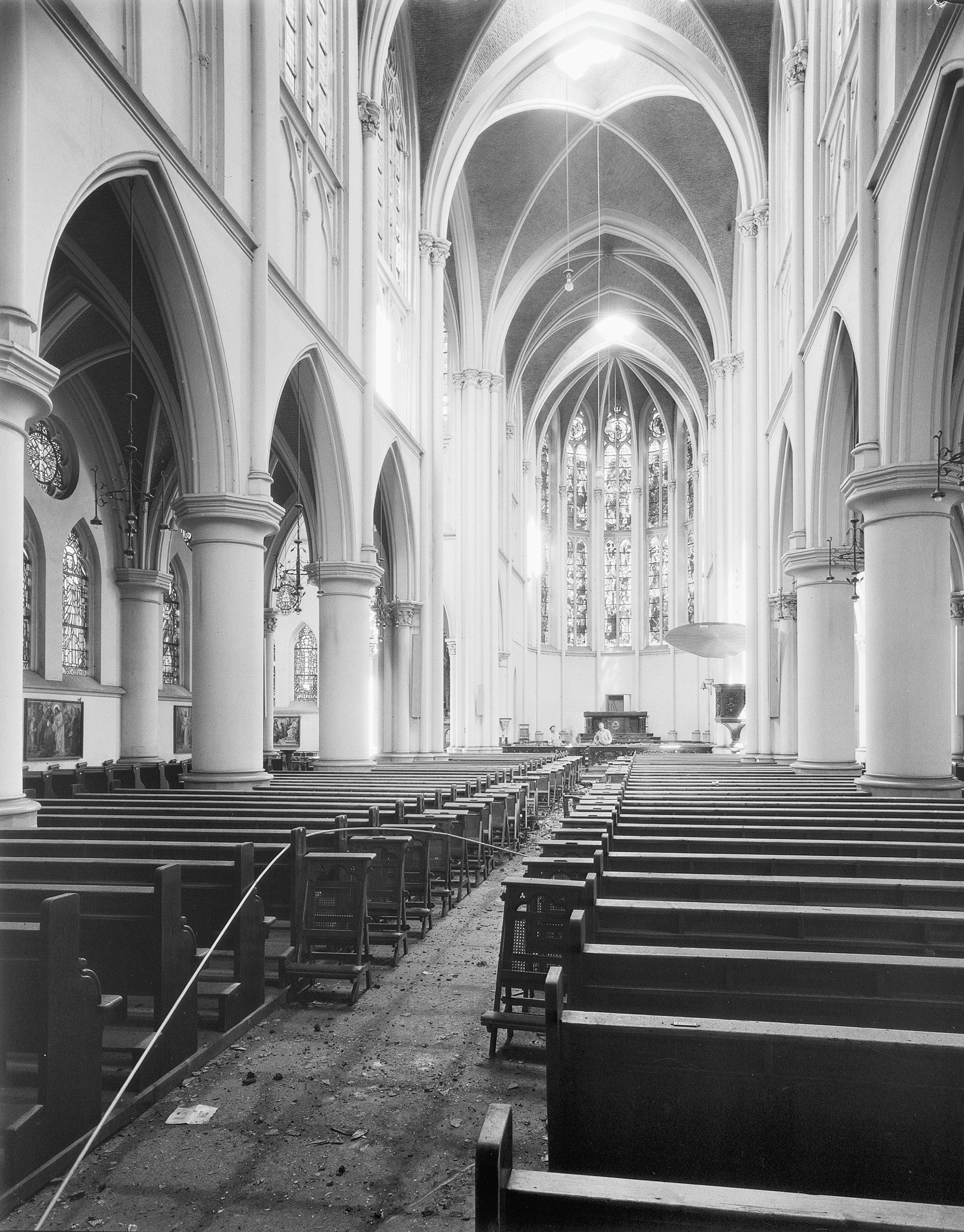
Interieur kerk in 1961
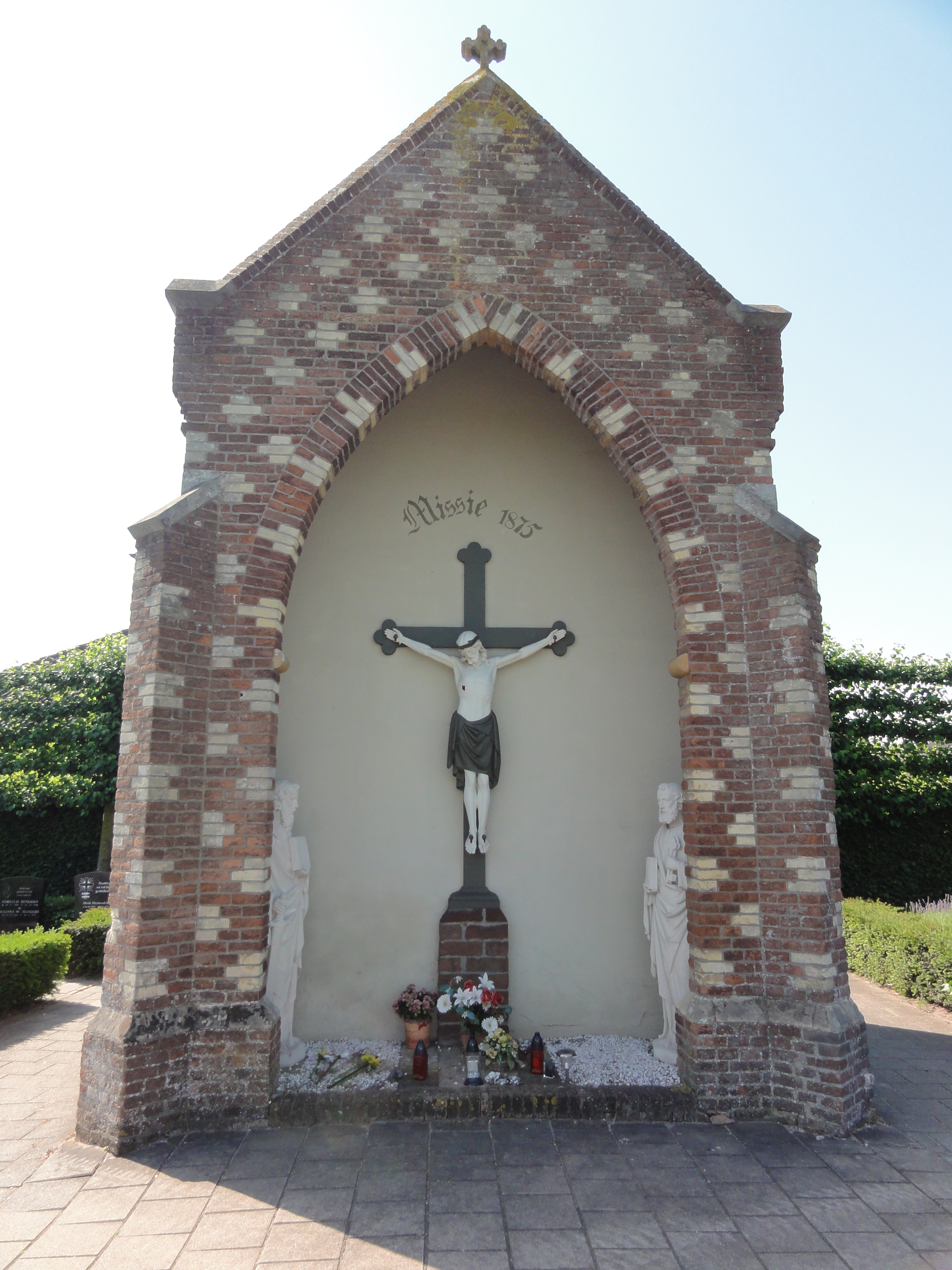
Baarhuis op de begraafplaats achter de kerk